# Se7en (Sänger)
Se7en (* 9. November 1984, eigentlich Choe Dong-uk) ist ein südkoreanischer R&B und K-Pop-Sänger der ersten K-Pop-Generation und Tänzer. Er singt hauptsächlich auf Koreanisch und Japanisch. Einige seiner Songs wurden auch noch einmal auf Englisch und Chinesisch aufgenommen.

## Musikkarriere
Als 15-Jähriger begann Choe Dong-uk ein professionelles Training beim Label YG Entertainment, das ihn unter Vertrag nahm. Schon während seiner Zeiten als Trainee begann er japanisch zu lernen, um auch dort eine Musikkarriere verfolgen zu können. Nach vier Jahren Tanz- und Stimmbildung debütierte er 2003 mit dem Album Just Listen und hatte Erfolge in Südkorea, Japan und einigen anderen asiatischen Ländern. Seinen ersten Award bekam Se7en 2003 mit dem New Male Artist Music Video Award bei den Mnet Asian Music Awards. 2004 folgte mit Must Listen das zweite Album, das 2006 auch auf Chinesisch erschien. 2006 erschienen daneben auch mit 24/SE7EN und Se7olution zwei neue koreanischsprachige Alben und mit FIRST SE7EN ein japanischsprachiges Album.
Ab 2007 versuchte er seine Karriere in den USA fortzusetzen. Se7en veröffentlichte im November 2007 mit Amerie das Lied Take Control, das sich als Bonus-Track auf Ameries Album Because I Love It befindet. An einem geplanten US-Album, sollten u. a. Grammy-Gewinner und Produzent Rich Harrison und das Produzententeam Noize Trip, sowie U.S.-Rapper Fabolous und Mark Shimmel mitarbeiten. Am 10. März 2009 wurde die erste US-Single Girls veröffentlicht, die von Rodney Jerkins produziert wurde. Im dazugehörigen Musikvideo trat die US-Rapperin Lil’ Kim auf. Im April 2009 wurde über ihn zusammen mit BoA, den Wonder Girls und der japanischen Sängerin Hikaru Utada in der Zeitschrift People in einem Artikel mit der Überschrift „Coming To America... Asian Pop Stars“ berichtet. Schon vor Veröffentlichung der US-Single kündigte YG Entertainment an, dass Se7en nach Südkorea zurückkehren werde. Ein US-Album wurde nicht veröffentlicht. Se7en flog zurück nach Südkorea und trat am 5. Dezember 2009 das erste Mal seit 2007 wieder in Südkorea auf, als Spezialgast in G-Dragons Konzert Shine a Light.
2010 veröffentlichte er in Südkorea die EP Digital Bounce. 2011 kehrte er mit Konzertauftritten nach Japan zurück und veröffentlichte 2012 die EP Somebody Else, die Platz 13 in den Oricon-Charts erreichen konnte. Ebenfalls 2012 veröffentlichte er seine zweite koreanischsprachige EP SE7EN Mini Album Vol. 2. Bei den China Music Award and Asian Influential Awards 2012 wurde er als Best Overseas Performer ausgezeichnet.

## Schauspieltätigkeit
Se7en spielte 2007 in der südkoreanischen Serie Goong S mit. Die erste Episode der Serie wurde am 10. Januar 2007 auf dem südkoreanischen Sender MBC ausgestrahlt.

## Privates

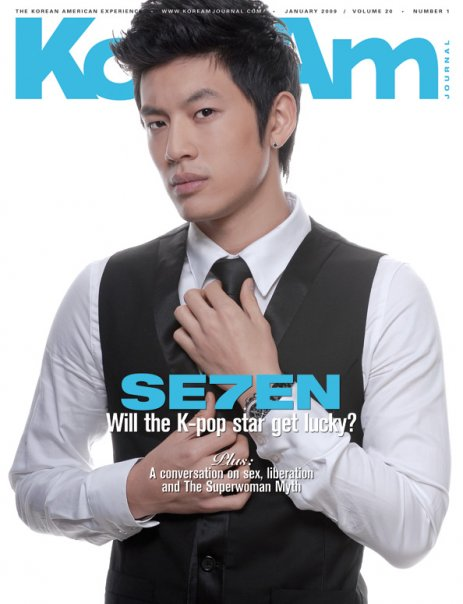
Se7en auf dem Cover von KoreAm (Januar 2009)

Se7en ist mit der südkoreanischen Schauspielerin Park Han-byul zusammen.
Ab März 2013 leistete Se7en seine Wehrpflicht ab. Nach einem achtwöchigen Basistraining muss er 21 Monate ableisten. Im Juni 2013 kam es zu einem Skandal, als in den überregionalen Medien über einen Ausflug von Mitgliedern der „Entertainer“-Einheit berichtet wurde, bei dem es zu verschiedenen Verletzungen des militärischen Verhaltenskodex kam und Se7en als einer der Beteiligten identifiziert werden konnte. Infolge der Medienberichte entschloss sich das Verteidigungsministerium die Einheit aufzulösen, die seit 16 Jahren existierte und in der über 100 Berühmtheiten ihren Dienst unter einer bevorzugten Behandlung ableisteten, wie beispielsweise der Rapper Psy.

## Diskografie

### Alben
- 2003: Just Listen
- 2004: Must Listen
- 2006: 24/Se7en
- 2006: First Se7en
- 2006: Se7olution

### EPs
- 2010: Digital Bounce
- 2012: Somebody Else
- 2012: New Mini Album: Somebody Else